# مگومی اوکینا
مگومی اوکینا (انگلیسی: Megumi Okina؛ زادهٔ ۶ اوت ۱۹۷۹ (age ۳۴)) یک هنرپیشه، و خواننده اهل ژاپن است.
او در فیلم شاتر بازی کرده‌است.